# Unità Navale Polifunzionale ad Alta Velocità
L'Unità Navale Polifunzionale ad Alta Velocità (UNPAV) è la classe di due navi militari della Marina Militare italiana caratterizzata da notevole flessibilità d’impiego, con dimensioni ridotte, elevata velocità e grande autonomia, utilizzabili in diversi ruoli. I due mezzi sono stati assegnati alle forze speciali della marina.

## Progetto
Questa nave fa parte del progetto di rinnovamento della flotta della MMI e prevede la costruzione di due pattugliatori leggeri per servizi speciali della Marina.
Costruite a Messina dai cantieri Intermarine, hanno un equipaggio di 9 unità, più i posti per altre 20 persone. Con 9 membri ha un'autonomia fino a 10 giorni, ridotti a 3 con 27. Lo scafo è progettato per ridurre visibilità radar, infrarossi e acustica. L'armamento prevede una mitragliatrice Oto Melara a canne rotanti da 12,7 mm, due da 7,62 mm più la predisposizione NATO per altre 12 armi. La plancia ha una protezione balistica e una visibilità a 360°. La suite di navigazione, comando, controllo e comunicazione dovrebbe essere la stessa di fregate più grandi, riadattata per questa nave. La navigazione è facilitata dagli idrogetti che ne aumentano la manovrabilità e offrono una elevata stabilità.

## Compiti
Il loro compito è fornire supporto alle operazioni anfibie delle Forze speciali della M.M. (Gruppo Operativo Incursori), sia durante la fase di addestramento che nella effettiva conduzione delle operazioni. A tale scopo l'unità permette l’imbarco di un RHIB (Rigid Hull Inflatable Boat) Zodiac Hurricane 733 ed ha una zona dedicata alle attrezzature degli incursori.
Inoltre è utilizzata dal Gruppo Operativo Subacquei del COMSUBIN per l’imbarco e il trasporto di specifici equipaggiamenti e il supporto alle operazioni di immersione.
Accanto a questo compito principale, queste unità concorreranno al controllo dei traffici marittimi, al contrasto dei traffici illeciti, alla sicurezza in ambienti con presenza di minaccia asimmetrica e alla rapida evacuazione di personale da aree di crisi.

## Unità

### Angelo Cabrini
- Angelo Cabrini (P 420): la prima unità,  con numerale P420, è stata varata il 26 maggio 2018[8][9] a Messina, il 7 luglio 2019 alla Spezia  si è svolta la cerimonia di consegna alla Marina Militare.[10]

### Tullio Tedeschi
- Tullio Tedeschi (P421): è stata varata l'11 maggio 2019 a Messina,[11][12][13]ed è stata consegnata il 3 marzo 2020, senza cerimonia di consegna formale[14][15][16], ed è già operativa [17].